# 地圖與測量科學館
地圖與測量科學館（日语：／）是位於日本茨城縣筑波市北鄉的科学博物館，亦是日本首個地圖與測量相關的展示設施。
場館設計上寓教於樂，參觀者可從遊戲中學習地圖與測量相關知識。場館亦舉行各類活動，如每年6月慶祝「測量之日」的「測量與地圖節」（測量と地図のフェスティバル）。

## 構成
館內除展示地圖與測量的內容，以及相關技術的原理、構造、與生活的關聯外，亦提供国土地理院擁有的地圖、航拍圖等資訊。參觀者可學到地理及地形的相關知識，還可接觸到電腦地圖等事物。全館共2層，樓面面積5,464m2，另於室外建有「地球廣場」（地球ひろば）。
展示館内
| 樓層 | 展示設施等                               |
| 2層  | 常設展示室、特別展示室                   |
| 1層  | 大廳、迎賓室、商店、地圖畫廊、資訊服務館 |

館内自由參觀，亦可申請導覽服務。地圖與測量科學館的形象角色和測量之日的角色一樣，都是「Mappi君」（マッピーくん）。
- 開館時間：9時30分〜16時30分
- 閉館日：星期一（逢假日順延）、年末年始

## 展示館
入口大廳設有日本列島空中散步地圖（比例尺1:10万，高7m×寬25m），戴上紅藍3D眼鏡可看見立体影像。樓梯處展示有知名測量工程師的肖像。

### 輕觸地圖
。展示於輕觸式熒幕的地圖，可顯示地點高度或檢視過去的地圖。

### 常設展示室
主要展示室。入口會經過一個「瞬移隧道」（ワープトンネル），隧道左側主題為「A.面向地球」，裏面（背面）主題為「B.面向資訊」，右側主題為「C.面向生活」，展示即圍繞這3個主題展開。共30個展示區域中，有的展示用到了展板、電腦圖形、測量工具、電腦等不同器材。
A.面向地球（地球に向かう）
全球尺度的展示。其中「大地的呼喚」（大地からのコール）區域播放風聲鳥鳴，「表示位置」（位置を示す）區域介紹日本經緯度原點及日本水準原点，同時展示一等三角点的標石及對空標識。
B.面向資訊（情報に向かう）
公眾尺度的展示。在「目測的天才」（目測の天才）區域，參觀者可目測距離、高度、角度並回答問題，從而得知目測的精確度有多高。這一主題內同時展出日本的舊地圖及世界各国的地形圖。
C.面向生活（暮らしに向かう）
個人尺度的展示。參觀者可在「地圖工房」（地図工房）區域體驗用電腦製作地圖，亦可在「來做地圖吧」（地図をつくろう）區域體驗用紙型製作富士山地圖。

### 特別展示室
每年7次企画展的会場。第1次企画展名為「地圖 樂趣與遊玩的世界」（地図 楽しさと遊びの世界），展示日本及世界上各個時代的繪畫地圖及鳥瞰圖。2012年5月的企画展為「東日本大震災1年後」（東日本大震災から1年）。

### 迎賓室
。同時用作会議室及視聽室，房間內設有130英寸（3.302m）大型銀幕，可容納大約80人。除放映兒童觀看的影片外，亦有学会曾將此處用作会場。

### 商店
即財團法人日本地圖中心開設的「筑波販賣處」（つくば販売カウンター），出售国土地理院發行的最新全圖，以及官方或民間出版的地圖集、地圖與測量相關圖書、地圖商品（地球儀、曲線計等）。曾經設有可吸煙的飲茶室。

### 資訊服務館
。提供戰後至今的航拍圖（1948年及之前為美軍拍攝，之後為国土地理院）、明治起的旧版地形圖、世界各国的地圖、「基準点成果」等供參觀者查閲，參觀者還可請求工作人員交付資料的謄本。連結大廳與資訊服務館的通道名為「地圖畫廊」（地図のギャラリー），展示有国土地理院製作的專題地圖及印刷版電子地圖。

## 地球廣場

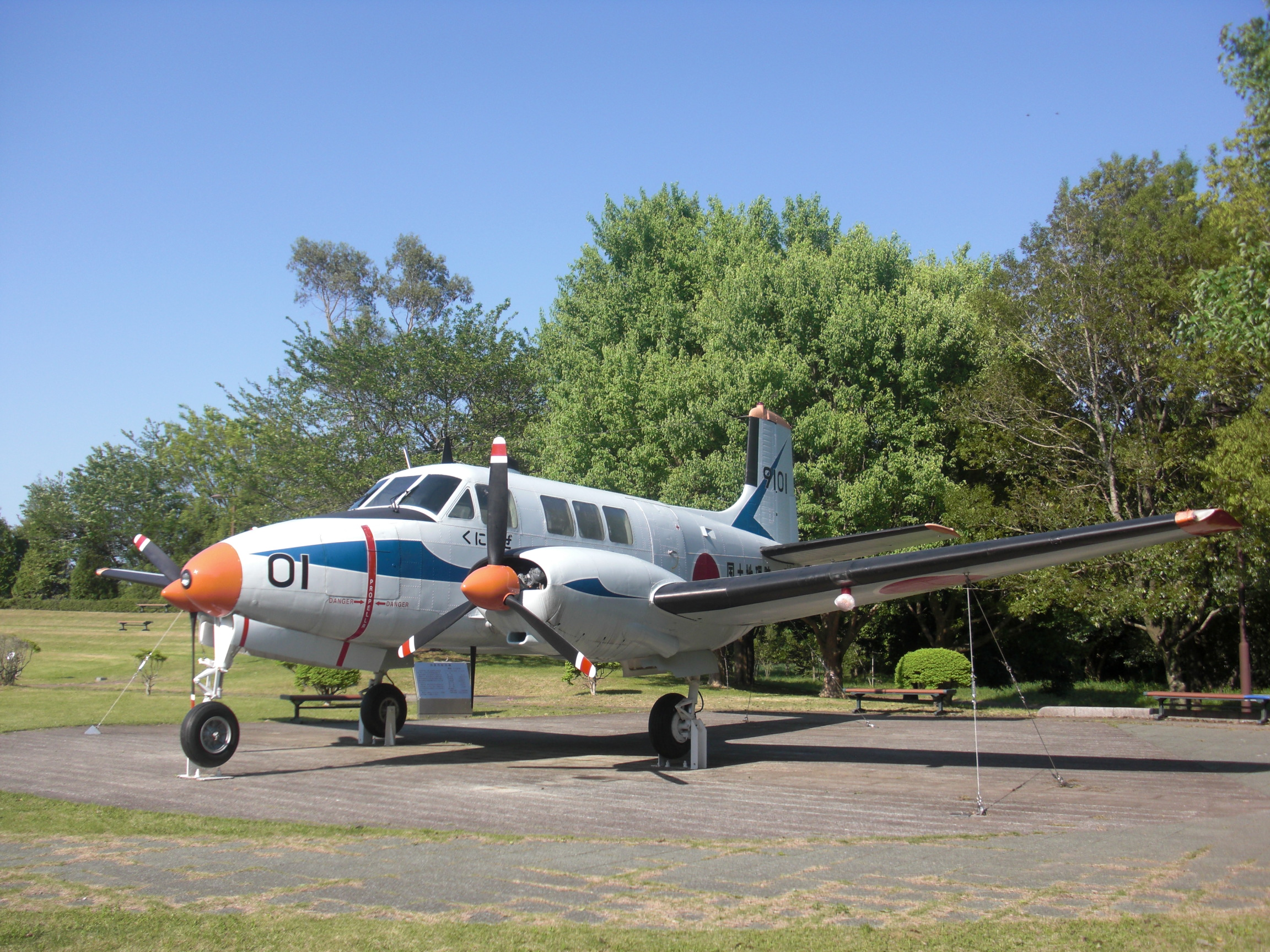
「國風」

戶外展區，主體是以陶瓷磚瓦鋪成的1:20万地勢圖球体模型，參觀者在此可體驗地球的球狀及日本国土的廣度。球面以筑波市為中心，對應範圍半径2,200km，包含整個日本列島；實際直径為21.5m。身高170cm的人站在球上向下看，就像是從高度約300km軌道上的人造衛星向下看日本一樣。2011年3月11日東日本大震災後，球體模型一度暫停開放，後由大塚Ohmi陶業修復，修復後的新地勢圖反映了平成大合併後行政區的變化。
廣場上同時展示有測繪飛機「國風」（くにかぜ）號。

## 歷史
在地圖與測量科學館開館前，日本沒有「專門介紹地圖」的博物館，更沒有測量方面的博物館。儘管各地有的機關藏有大量地圖相關書籍，如国立歷史民俗博物館、神戶市立博物館、天理大學附屬天理圖書館等，但並非所有人都容易對這些機構產生親近感。1988年4月21日，日本学術会議向内閣總理大臣建言，建議建設「符合走在科技最前線國家的地圖相關博物館」，暫定名「国立地圖博物館」。
国土地理院之後聽取有識之士的意見，討論建設相關設施，讓人們對地圖與測量產生親近感。1996年6月1日，「地圖與測量科學館」開館，當年夏季的日本国際地圖学会定期大会即在館內迎賓室舉行。
2011年3月11日東北地方太平洋近海地震，地圖與測量科學館受災，後於4月23日重開，但地球廣場的球体模型仍然損壞。花費5355万日元制作費用後，12月23日，球体模型完成修復並對外開放。

## 交通
有停車場（免費）。
- 首都圈新都市鐵道筑波快線筑波站（筑波中心）起
  - 駕車約10分[2]。
  - 乘搭關東鐵道巴士建築研究所方向（週末及假日休息[23]），或同公司筑波Science Tour Bus北循環線（週末及假日運行[24]），或關鐵Purple Bus下妻站方向，国土地理院下車即到。
- 首都圈中央聯絡自動車道筑波中央IC轉茨城縣道19號取手筑波線，約6km（約20分）。
- 常磐自動車道櫻土浦IC轉国道354号及学園西大通，約11km（約30分）。

## 脚注
1. 1 2 3 4 5 6 7
2. 1 2 3
3. 1 2
4. 1 2 3 4
5. 1 2 3 4
6. 1 2 3
7. 1 2
8. ↑  （2014年2月15日閲覧。）
9. 1 2 3 4 5 6
10. 1 2 3
11. 1 2 3 4 5 6 7 8
12. ↑   （页面存档备份，存于）（2014年2月15日閲覧。）
13. 1 2 3 4
14. 1 2
15. 1 2
16. 1 2
17. ↑  .   [2018-11-18]. （原始内容存档于2018-12-02）.
18. ↑  .   [2018-11-18]. （原始内容存档于2019-10-28）.

## 外部連結
- 地圖與測量科學館（页面存档备份，存于）